# FK Nový Jičín

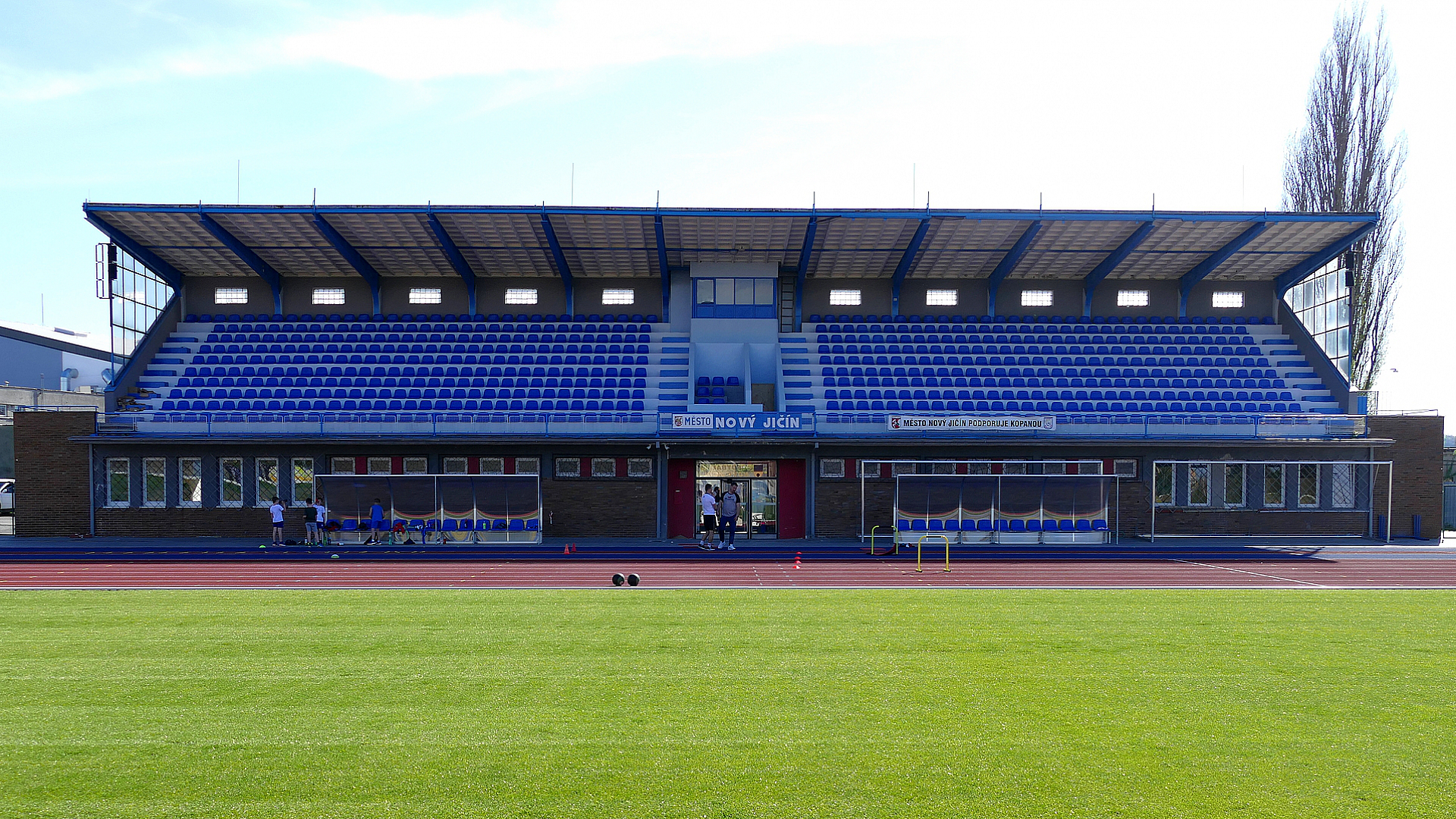
Hlavní stadion po rekonstrukci v roce 2021, hlavní tribuna

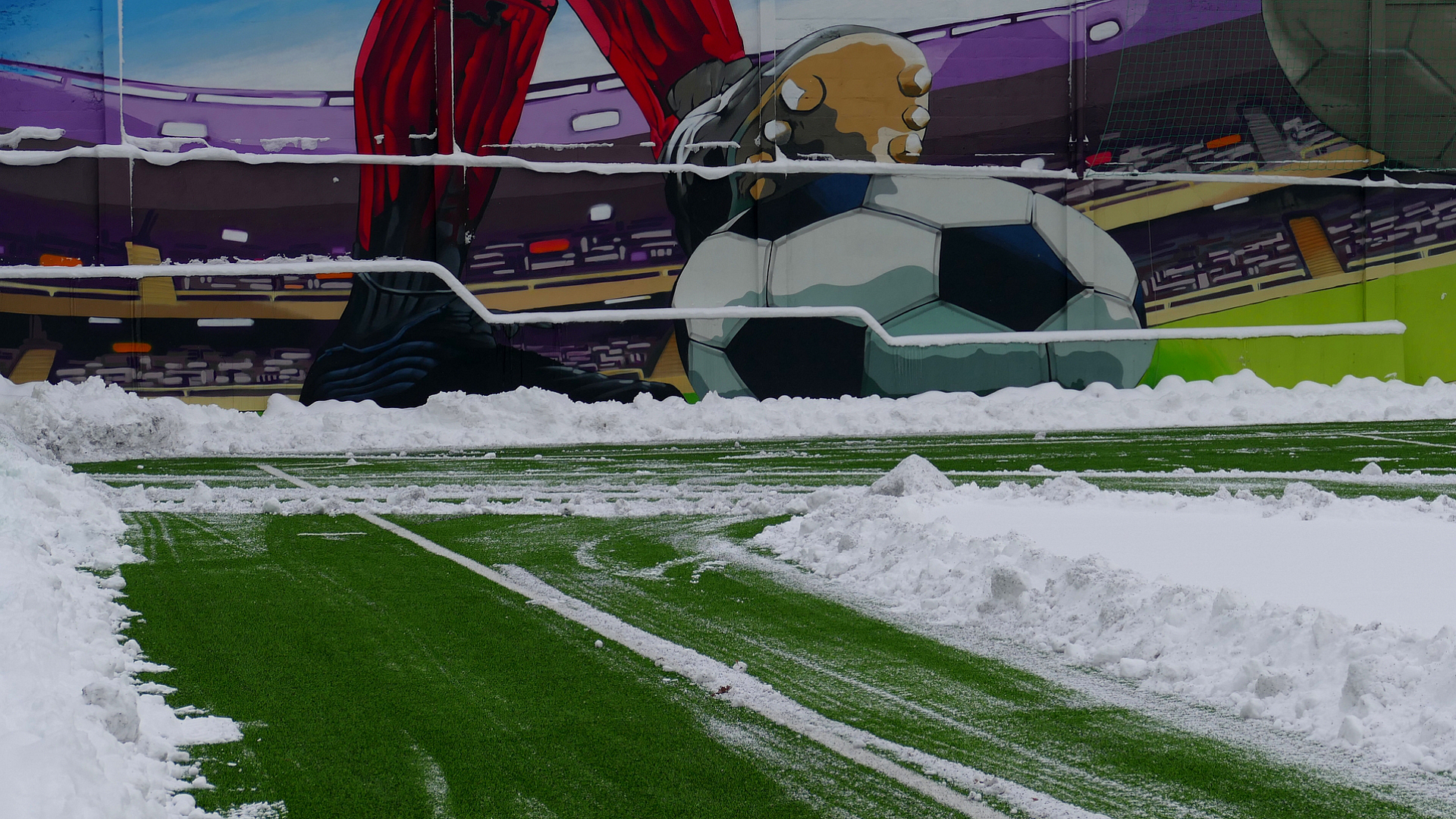
Umělá tráva po rekonstrukci v roce 2022, graffiti za jednou z branek

FK Nový Jičín je český fotbalový klub z Nového Jičína, který byl založen roku 1919 jako SV Kuhlandchen. V sezoně 1999/00 se umístil na druhém místě Divize E a postoupil do Moravsko-Slezské fotbalové ligy 2000/01 za těchto okolností: v průběhu MSFL 1999/00 se odhlásil FK HK Přerov, čímž se v soutěži uvolnila tři místa. Kromě vítězů Divize D a Divize E tak postupoval i nejlepší druhý tým divize, jímž se stal Nový Jičín se 62 body. Ve třetí nejvyšší soutěži startoval i v ročnících 1952, 1953 a 1964/65.

Aktuálně působí FK Nový Jičín v Divizi F.

## Vývoj názvů
Zdroj: 
- 1919 – SV Kuhlandchen (...)
- 1922 – SK Slavia Nový Jičín (Sportovní klub Slavia Nový Jičín)
- 1924 – SK Slovan Nový Jičín (Sportovní klub Slovan Nový Jičín)
- 1934 – SK Národní jednota Šenov (Sportovní klub Národní jednota Šenov)
- 1935 (jaro) – SK Huckel Nový Jičín (Sportovní klub Huckel Nový Jičín)
- 1935 (podzim) – SK Nový Jičín (Sportovní klub Nový Jičín)
- 1946 – SK Tonak Nový Jičín (Sportovní klub Továrna na klobouky Nový Jičín)
- 1952 – Autopal Nový Jičín
- 1953 – DSO Spartak Nový Jičín (Dobrovolná sportovní organizace Spartak Nový Jičín)
- 1961 – TJ Nový Jičín (Tělovýchovná jednota Nový Jičín)
- 2011 – FK Nový Jičín (Fotbalový klub Nový Jičín)

## Umístění v jednotlivých sezonách
Legenda: Z - zápasy, V - výhry, R - remízy, P - porážky, VG - vstřelené góly, OG - obdržené góly, +/- - rozdíl skóre, B - body, červené podbarvení - sestup, zelené podbarvení - postup, fialové podbarvení - reorganizace, změna skupiny či soutěže
| Československo (1952 – 1993)        |                                            |        |     |     |     |     |     |     |     |     |        |
| Sezóny                              | Liga                                       | Úroveň | Z   | V   | R   | P   | VG  | OG  | +/- | B   | Pozice |
| 1952                                | Krajská soutěž - Ostrava                   | 3      | 22  | 11  | 3   | 8   | 62  | 61  | +1  | 25  | 5.     |
| 1953                                | Krajská soutěž - Ostrava                   | 3      | 12  | 4   | 3   | 5   | 32  | 37  | −5  | 11  | 9.     |
| ...                                 |                                            |        |     |     |     |     |     |     |     |     |        |
| 1957/58                             | Ostravský krajský přebor                   | 4      | 33  | 7   | 8   | 18  | 54  | 82  | −28 | 22  | 12.    |
| ...                                 |                                            |        |     |     |     |     |     |     |     |     |        |
| 1964/65                             | Severomoravský krajský přebor              | 3      | 26  | 8   | 9   | 9   | 34  | 36  | −2  | 25  | 8.     |
| 1965/66                             | Severomoravský oblastní přebor             | 4      | 26  | ... | ... | ... | ... | ... | ... | ... |        |
| 1966/67                             | Severomoravský oblastní přebor             | 4      | 26  | 11  | 2   | 13  | 41  | 43  | −2  | 24  | 6.     |
| 1967/68                             | Severomoravský oblastní přebor             | 4      | 26  | 12  | 3   | 11  | 41  | 36  | +5  | 27  | 6.     |
| 1968/69                             | Severomoravský oblastní přebor             | 4      | 26  | 4   | 6   | 16  | 30  | 50  | −20 | 14  | 14.    |
| 1969/70                             | Severomoravský župní přebor                | 5      | ... | ... | ... | ... | ... | ... | ... | ... |        |
| 1970/71                             | I. A třída Severomoravské župy – sk. ?     | 6      | ... | ... | ... | ... | ... | ... | ... | ... |        |
| 1971/72                             | I. A třída Severomoravské župy – sk. ?     | 6      | ... | ... | ... | ... | ... | ... | ... | ... |        |
| 1972/73                             | I. A třída Severomoravského kraje – sk. ?  | 6      | ... | ... | ... | ... | ... | ... | ... | ... |        |
| 1973/74                             | I. A třída Severomoravského kraje – sk. ?  | 6      | ... | ... | ... | ... | ... | ... | ... | ... | 1.     |
| 1974/75                             | Severomoravský krajský přebor              | 5      | ... | ... | ... | ... | ... | ... | ... | ... |        |
| 1975/76                             | Severomoravský krajský přebor              | 5      | ... | ... | ... | ... | ... | ... | ... | ... |        |
| 1976/77                             | Severomoravský krajský přebor              | 5      | ... | ... | ... | ... | ... | ... | ... | ... | 10.    |
| 1977/78                             | Severomoravský krajský přebor              | 4      | ... | ... | ... | ... | ... | ... | ... | ... |        |
| 1978/79                             | Severomoravský krajský přebor              | 4      | ... | ... | ... | ... | ... | ... | ... | ... |        |
| 1979/80                             | Severomoravský krajský přebor              | 4      | ... | ... | ... | ... | ... | ... | ... | ... | 2.     |
| 1980/81                             | Severomoravský krajský přebor              | 4      | ... | ... | ... | ... | ... | ... | ... | ... | 1.     |
| 1981/82                             | Divize D                                   | 4      | 26  | 6   | 10  | 10  | 31  | 38  | −7  | 22  | 12.    |
| 1982/83                             | Divize D                                   | 4      | 26  | 3   | 7   | 16  | 22  | 60  | −38 | 13  | 14.    |
| 1983/84                             | Severomoravský krajský přebor – sk. B      | 5      | ... | ... | ... | ... | ... | ... | ... | ... | 7.     |
| 1984/85                             | Severomoravský krajský přebor – sk. B      | 5      | ... | ... | ... | ... | ... | ... | ... | ... |        |
| 1985/86                             | Severomoravský krajský přebor – sk. B      | 5      | ... | ... | ... | ... | ... | ... | ... | ... |        |
| 1986/87                             | Severomoravský krajský přebor              | 5      | 30  | 12  | 15  | 3   | 42  | 21  | +21 | 39  | 3.     |
| 1987/88                             | Severomoravský krajský přebor              | 5      | 30  | 8   | 10  | 12  | 35  | 56  | −21 | 26  | 12.    |
| 1988/89                             | Severomoravský krajský přebor              | 5      | 30  | 10  | 8   | 12  | 39  | 50  | −11 | 28  | 11.    |
| 1989/90                             | Severomoravský krajský přebor              | 5      | 30  | ... | ... | ... | ... | ... | ... | 40  | 2.     |
| 1990/91                             | Divize D                                   | 4      | 30  | 11  | 6   | 13  | 46  | 45  | +1  | 28  | 9.     |
| 1991/92                             | Divize E                                   | 4      | 30  | 9   | 11  | 10  | 49  | 57  | −8  | 29  | 10.    |
| 1992/93                             | Divize E                                   | 4      | 30  | 13  | 9   | 8   | 56  | 48  | +8  | 35  | 4.     |
| Česko (1993 – )                     |                                            |        |     |     |     |     |     |     |     |     |        |
| Sezóna                              | Liga                                       | Úroveň | Z   | V   | R   | P   | VG  | OG  | +/- | B   | Pozice |
| 1993/94                             | Divize E                                   | 4      | 30  | 8   | 9   | 13  | 43  | 53  | −10 | 25  | 11.    |
| 1994/95                             | Divize E                                   | 4      | 30  | 11  | 6   | 13  | 50  | 52  | −2  | 39  | 12.    |
| 1995/96                             | Divize E                                   | 4      | 30  | 11  | 11  | 8   | 47  | 45  | +2  | 44  | 5.     |
| 1996/97                             | Divize E                                   | 4      | 30  | 13  | 8   | 9   | 45  | 41  | +4  | 47  | 5.     |
| 1997/98                             | Divize E                                   | 4      | 30  | 10  | 12  | 8   | 48  | 37  | +11 | 42  | 5.     |
| 1998/99                             | Divize E                                   | 4      | 30  | 18  | 4   | 8   | 57  | 36  | +21 | 58  | 2.     |
| 1999/00                             | Divize E                                   | 4      | 30  | 19  | 5   | 6   | 69  | 29  | +40 | 62  | 2.     |
| 2000/01                             | Moravskoslezská fotbalová liga             | 3      | 30  | 7   | 4   | 19  | 33  | 55  | −22 | 25  | 15.    |
| 2001/02                             | Divize E                                   | 4      | 30  | 16  | 5   | 9   | 58  | 34  | +24 | 53  | 3.     |
| 2002/03                             | Divize E                                   | 4      | 30  | 23  | 7   | 0   | 76  | 18  | +58 | 76  | 1.     |
| Viz MSFL 2003/04 a FC Vítkovice „B“ |                                            |        |     |     |     |     |     |     |     |     |        |
| 2004/05                             | Základní třída Novojičínska – sk. A        | 10     | 20  | 17  | 3   | 0   | 93  | 21  | +72 | 54  | 1.     |
| 2005/06                             | Okresní soutěž Novojičínska                | 9      | 22  | 18  | 3   | 1   | 80  | 26  | +54 | 57  | 1.     |
| 2006/07                             | Okresní přebor Novojičínska                | 8      | 26  | 24  | 0   | 2   | 109 | 17  | +92 | 72  | 2.     |
| 2007/08                             | I. A třída Moravskoslezského kraje – sk. B | 6      | 26  | 22  | 3   | 1   | 86  | 15  | +71 | 69  | 1.     |
| 2008/09                             | Přebor Moravskoslezského kraje             | 5      | 30  | 18  | 4   | 8   | 81  | 39  | +42 | 58  | 4.     |
| 2009/10                             | Přebor Moravskoslezského kraje             | 5      | 30  | 20  | 3   | 7   | 78  | 34  | +44 | 63  | 3.     |
| 2010/11                             | Divize E                                   | 4      | 28  | 12  | 4   | 12  | 33  | 37  | −4  | 40  | 7.     |
| 2011/12                             | Divize E                                   | 4      | 30  | 9   | 6   | 15  | 52  | 69  | −17 | 33  | 14.    |
| 2012/13                             | Divize E                                   | 4      | 30  | 10  | 9   | 11  | 46  | 37  | +9  | 39  | 12.    |
| 2013/14                             | Divize E                                   | 4      | 30  | 12  | 5   | 13  | 41  | 50  | −9  | 41  | 12.    |
| 2014/15                             | Divize E                                   | 4      | 30  | 12  | 9   | 9   | 47  | 43  | +4  | 45  | 12.    |
| 2015/16                             | Divize E                                   | 4      | 30  | 14  | 7   | 9   | 46  | 32  | +14 | 49  | 5.     |
| 2016/17                             | Divize E                                   | 4      | 30  | 15  | 5   | 10  | 62  | 48  | +14 | 50  | 4.     |
| 2017/18                             | Divize E                                   | 4      | 30  | 16  | 7   | 7   | 53  | 29  | +24 | 55  | 4.     |
| 2018/19                             | Divize E                                   | 4      | 30  | 17  | 7   | 6   | 68  | 36  | +32 | 58  | 3.     |
| ** 2019/20                          | Divize F                                   | 4      | 13  | 5   | 2   | 6   | 18  | 25  | -7  | 17  | 9.     |
| ** 2020/21                          | Divize F                                   | 4      | 10  | 3   | 0   | 7   | 7   | 27  | -20 | 9   | 12.    |
| 2021/22                             | Divize F                                   | 4      | 26  | 10  | 5   | 11  | 49  | 41  | +8  | 35  | 10.    |
| 2022/23                             | Divize F                                   | 4      | 26  | 12  | 4   | 10  | 47  | 43  | +4  | 40  | 6.     |
| 2023/24                             | Divize E                                   | 4      | 30  | 9   | 4   | 17  | 30  | 62  | -32 | 31  | 14.    |
| 2024/25                             | Divize F                                   | 4      | 30  | 8   | 7   | 15  | 34  | 47  | -13 | 31  | 12.    |

Poznámky:
- 1964/65: Po sezoně došlo k reorganizaci nižších soutěží.
- 1968/69: Po sezoně došlo k celkové reorganizaci soutěží (mj. zrušení krajů, návrat žup).
- 1971/72: Po sezoně došlo k reorganizaci krajských soutěží (zrušení žup, návrat krajů).
- 1976/77: Po sezoně došlo k reorganizaci nižších soutěží.
- 1980/81: Po sezoně došlo k reorganizaci nižších soutěží.
- 1982/83: Po sezoně došlo k reorganizaci krajských soutěží.
- 1985/86: Po sezoně došlo k reorganizaci krajských soutěží.
- 1989/90: Postoupilo taktéž vítězné mužstvo TJ Zbrojovka Vsetín.
- 1990/91: Po sezoně došlo k reorganizaci nižších soutěží.
- 1999/00: Postoupilo taktéž vítězné mužstvo FK Bystřice pod Hostýnem.
- 2006/07: Postoupilo taktéž vítězné mužstvo Fotbal Fulnek „B“.
- 2009/10: Postoupila taktéž mužstva TJ Sokol Lískovec (vítěz) a TJ Lokomotiva Petrovice (2. místo).

**= sezona předčasně ukončena z důvodu pandemie covidu-19.

## Nejznámější odchovanci
- Josef Geryk
- Jiří Mrázek

- Karel Stromšík
- Vítězslav Tuma
- Petr Vašek